# Schweizerische Hochschulmeisterschaften 1914
| Medaillenspiegel (Endstand nach 19 Entscheidungen) | Medaillenspiegel (Endstand nach 19 Entscheidungen) | Medaillenspiegel (Endstand nach 19 Entscheidungen) | Medaillenspiegel (Endstand nach 19 Entscheidungen) | Medaillenspiegel (Endstand nach 19 Entscheidungen) | Medaillenspiegel (Endstand nach 19 Entscheidungen) |
| Pl.                                                | Land                                               | G                                                  | S                                                  | B                                                  | Su.                                                |
| -------------------------------------------------- | -------------------------------------------------- | -------------------------------------------------- | -------------------------------------------------- | -------------------------------------------------- | -------------------------------------------------- |
| 1                                                  | Universität Zürich                                 | 8                                                  | ?                                                  | ?                                                  | ?                                                  |
| 2                                                  | Universität Bern                                   | 3                                                  | ?                                                  | ?                                                  | ?                                                  |
| 2                                                  | ETH Zürich                                         | 3                                                  | ?                                                  | ?                                                  | ?                                                  |
| 4                                                  | Universität Basel                                  | 2                                                  | ?                                                  | ?                                                  | ?                                                  |
| 5                                                  | Universität Genf                                   | 1                                                  | ?                                                  | ?                                                  | ?                                                  |

Die 1. Schweizerische Hochschulmeisterschaften (dazumal Akademische Olympiawettspiele oder akademische Olympia) fanden vom 11. bis 12. Juli 1914 in Bern statt. Sie waren Teil der Schweizerische Landesausstellung 1914.

## Resultate

### Fechten

#### Deutsches Säbelfechten
| Platz | Athlet | Hochschule                      | Punkte |
| ----- | ------ | ------------------------------- | ------ |
| 1     | König  | Universität Bern, Rhenania Bern |        |

### Leichtathletik

#### Olympischer Zehnkampf
| Platz | Athlet      | Hochschule       | Punkte       |
| ----- | ----------- | ---------------- | ------------ |
| 1     | von Steiger | Universität Bern | 139 SHR SHMR |

#### Olympischer Fünfkampf
| Platz | Athlet  | Hochschule         | Punkte         |
| ----- | ------- | ------------------ | -------------- |
| 1     | Käppeli | Universität Zürich | 79,68 SHR SHMR |

#### Olympischer Vierkampf
| Platz | Athlet  | Hochschule         | Punkte         |
| ----- | ------- | ------------------ | -------------- |
| 1     | Käppeli | Universität Zürich | 74,45 SHR SHMR |

#### 100 Meter
| Platz | Athlet     | Hochschule        | Zeit (s)      |
| ----- | ---------- | ----------------- | ------------- |
| 1     | Karl Jbach | Universität Basel | 11,9 SHR SHMR |

#### 800 Meter
| Platz | Athlet      | Hochschule         | Zeit (min)      |
| ----- | ----------- | ------------------ | --------------- |
| 1     | Kurt Decker | Universität Zürich | 2:15,2 SHR SHMR |

#### 1500 Meter
| Platz | Athlet      | Hochschule         | Zeit (min)      |
| ----- | ----------- | ------------------ | --------------- |
| 1     | Kurt Decker | Universität Zürich | 4:26,7 SHR SHMR |
| 1     | J. Garfield | ETH Zürich         | 4:26,7 SHR SHMR |

#### 5000 Meter
| Platz | Athlet  | Hochschule | Zeit (min)       |
| ----- | ------- | ---------- | ---------------- |
| 1     | W. Binz | ETH Zürich | 18:16,1 SHR SHMR |

#### 100 Meter Hürdenlauf
| Platz | Athlet     | Hochschule        | Zeit (s)    |
| ----- | ---------- | ----------------- | ----------- |
| 1     | Karl Jbach | Universität Basel | 19 SHR SHMR |

#### 400 Meter Hürdenlauf
| Platz | Athlet      | Hochschule | Zeit (s)      |
| ----- | ----------- | ---------- | ------------- |
| 1     | J. Garfield | ETH Zürich | 57,1 SHR SHMR |

#### Hochsprung mit Anlauf
| Platz | Athlet          | Hochschule       | Höhe (m)     |
| ----- | --------------- | ---------------- | ------------ |
| 1     | Ludwig Teschoff | Universität Genf | 1,6 SHR SHMR |

#### Hochsprung ohne Anlauf
| Platz | Athlet       | Hochschule         | Höhe (m)      |
| ----- | ------------ | ------------------ | ------------- |
| 1     | H. Schläpfer | Universität Zürich | 1,35 SHR SHMR |

#### Kugelstoss, 7¼ Kilogramm
| Platz | Athlet     | Hochschule         | Weite (m)     |
| ----- | ---------- | ------------------ | ------------- |
| 1     | F. Käppeli | Universität Zürich | 9,59 SHR SHMR |

#### Steinstoss 36,6 Kilogramm
| Platz | Athlet     | Hochschule         | Weite (m)     |
| ----- | ---------- | ------------------ | ------------- |
| 1     | A. Marbach | Universität Zürich | 6,48 SHR SHMR |

#### Diskuswurf
| Platz | Athlet      | Hochschule         | Weite (m)      |
| ----- | ----------- | ------------------ | -------------- |
| 1     | Kurt Decker | Universität Zürich | 29,60 SHR SHMR |

#### Kugelwurf, 5 Kilogramm
| Platz | Athlet       | Hochschule | Weite (m)      |
| ----- | ------------ | ---------- | -------------- |
| 1     | Paul Matthys | unbekannt  | 14,10 SHR SHMR |

#### Speerwerfen
| Platz | Athlet        | Hochschule       | Weite (m)      |
| ----- | ------------- | ---------------- | -------------- |
| 1     | Martin Holzer | Universität Bern | 44,10 SHR SHMR |

### Spiele

#### Faustballspiel
| Meister       |       | Finalgegner               |
| ------------- | ----- | ------------------------- |
| Schwyzerhüsli | 79:67 | abstinente Burschenschaft |